# Commatica
Commatica é um gênero de traça pertencente à família Agonoxenidae.